# Roman pseudo-clémentin
Pour les articles homonymes, voir Clémentin.
Le roman pseudo-clémentin est un apocryphe du Nouveau Testament connu en deux recensions, l'une grecque – les Homélies pseudo-clémentines – et l'autre latine – les Récognitions (ou Reconnaissances) pseudo-clémentines –, traduites du grec au début du Ve siècle par Rufin d'Aquilée. Les attestations les plus anciennes de ces ouvrages se trouvent dans une citation d'Eusèbe de Césarée pour le premier, vers 325, et dans une citation de Basile de Césarée pour le second, avant 379. Mais les deux ouvrages remontent à une source commune, appelé « Écrit de base », qui date probablement de la première moitié du IIIe siècle et qui intégrait lui-même un écrit judéo-chrétien de la fin du IIe siècle conservé dans Récognitions I, 27-71.
Cette littérature, qui présente des problèmes de composition extrêmement complexes, est essentielle pour la connaissance du judéo-christianisme, de son histoire et de ses doctrines au IIIe siècle.

## Éléments communs aux deux ouvrages
Cette présentation comparée des deux ouvrages — les Homélies et  les Récognitions — permet de se faire une idée de ce que devait être l'Écrit de base. Elle suit d'assez près – ainsi que la section suivante – la présentation d'Alain Le Boulluec dans les Écrits apocryphes chrétiens.
C'est l'Écrit de base qui est sans doute cité par Origène à propos de Clément de Rome, sous le nom d'Itinéraire (« periodos ») de Pierre, et par Épiphane sous le nom de Voyages (« periodoi ») de Pierre écrits par Clément. Dans Récognitions IX, 19-29 on trouve une influence venant du Liber legum regionum de Bardesane d'Édesse, mort en 222, ce qui permet de situer la rédaction de  l'Écrit de base entre cette date et la mort d'Origène (c. 253/254). 
L'auteur de l'Écrit de base connaît bien les milieux judéo-chrétiens qui étaient présents en Syrie à son époque. Vers 220, une mission judéo-chrétienne qualifiée d'Elkasaïtes par les hérésiologues chrétiens de Rome, viendra dans cette ville en provenance de la ville d'Apamée (Province romaine de Syrie). Les Actes de Pierre en syriaque, bien qu'extérieurs au corpus clémentin, sont à mettre en rapport avec lui,. Comme dans les Actes des Apôtres et dans l'Itinéraire de Pierre, Simon le Magicien apparaît dans les Actes de Pierre comme l'adversaire et concurrent de Pierre dans la ville de Rome. En ce qui concerne Simon, toutefois, l'intention de l'auteur de l'Écrit de base, comme on va le voir, est assez différente.

### De Rome à Césarée

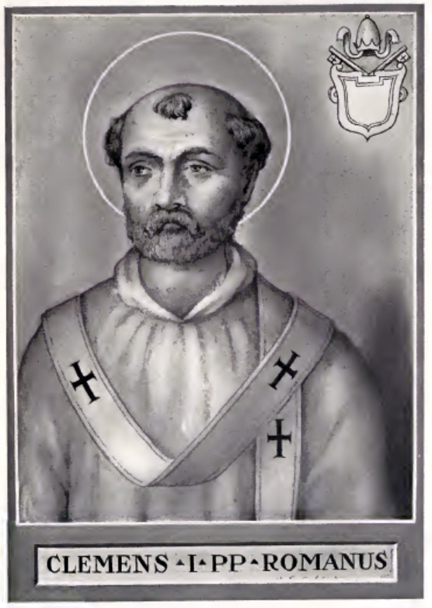
Clément de Rome. Gravure d'Artaud de Montor. 1842.

Clément de Rome, jeune philosophe, entend parler de la Bonne Nouvelle annoncée en Judée. Il décide de se rendre sur place et arrive à Césarée. Là, il rencontre Pierre et lui pose les questions qui le préoccupent. Au début des deux ouvrages, mais de façons différentes, Barnabé sert d'intermédiaire.

### Première journée à Césarée
Clément met par écrit une instruction de Pierre sur le Vrai Prophète, pour l'envoyer à Jacques. Pierre annonce un débat avec Simon le Magicien. Il prend son repas séparément.

### Séjour à Césarée
En deux jours – selon les Homélies – ou une semaine – selon les Récognitions –, Pierre continue à enseigner Clément. Parmi beaucoup de différences, on trouve en commun le thème de l'histoire du monde depuis la Création. Deux anciens compagnons de Simon, Aquila et Nicétas, mettent en garde contre sa félonie.

#### Note sur la place du Vrai Prophète
Dans l'histoire du monde selon les Homélies, le Vrai Prophète existe depuis le début et passe d'une génération à l'autre jusqu'à l'avènement du « Maître » (Jésus), ce qui rappelle une doctrine elkasaïte. Dans les Récognitions, le thème du Vrai Prophète est interpolé ici dans une source plus ancienne, où il est plutôt question du « Prophète » annoncé par Moïse ; et le tableau de l'histoire du monde, après la Pâque de Jésus, s'achève sur la formation de l'Église de Jérusalem sous la houlette de Jacques. Le thème du Vrai Prophète se trouve par ailleurs dans des sections communes aux deux ouvrages, par exemple dans le premier discours de Pierre à Césarée, ce qui veut dire qu'il remonte à l'Écrit de base, qui pourrait donc émaner d'un milieu elkasaïte.

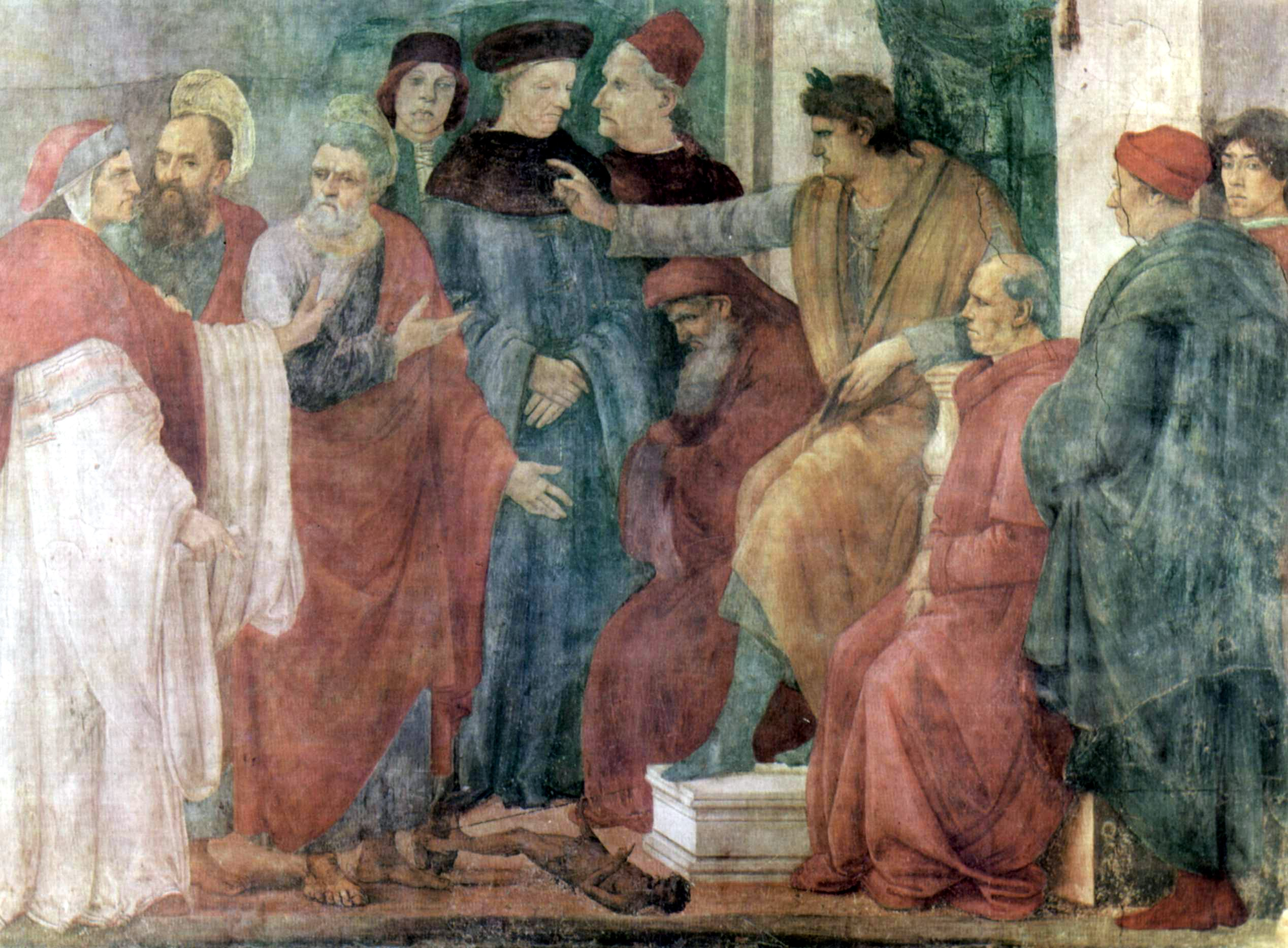
Saint Pierre et saint Paul en dispute avec Simon le Mage devant Néron. Fresque de Filippino Lippi. 1481-1482. Chapelle Brancacci, Église Santa Maria del Carmine (Florence).

### Débat avec Simon à Césarée
Le troisième – ou le septième – jour, la rencontre avec Simon a lieu chez Zachée. On discute de la paix, de Dieu Unique ou divisé. Simon pense que le Créateur est un dieu inférieur au dieu parfait, impassible. C'est le point de vue du marcionisme, et il est fort probable que Simon le Mage, dans l'Écrit de base, soit un prête-nom pour Marcion. La section se termine par la consécration de Zachée comme évêque de Césarée.

### « Itinéraire » de Pierre
Suit une section sur les « erreurs des Grecs » – Homélies IV-VI –, que l'on retrouve, mais dans un autre contexte, dans les Récognitions – ch. X, 17-41 –, apparemment déplacée à la fin du roman pour souligner le passage du paganisme grec au (judéo-)christianisme, qui trahirait l'intention de l'auteur des Récognitions. Mais l'auteur des Homélies semble aussi avoir quelque peu laissé sa griffe sur cette section, où Pierre est d'abord absent, puisqu'il envoie Clément, avec Nicétas et Aquila, discuter à Tyr avec le païen Appion. 
Il les rejoint finalement – au ch. VII – pour instruire, baptiser, opérer des guérisons, constituer une Église et instituer un évêque et, de là, passer à Sidon, puis Béryte (aujourd'hui Beyrouth), où il retrouve Simon et enseigne les « deux voies » – instruction qui existe sous une forme comparable dans les Récognitions VIII, 54, 8 –, enfin à Byblos, où il nomme également un évêque. Cet itinéraire de Pierre rappelle le titre de l'ouvrage connu par Origène et Épiphane, et paraît donc remonter à l'Écrit de base, quel que soit le sens exact, par rapport à l'intention anti-marcionite de l'auteur primitif, de la polémique contre les mythes grecs.
On peut noter que Pierre, au cours de ses pérégrinations, est accompagné de sa femme.

### Première journée à Tripoli
Chez Maroon, à Tripoli, la discussion porte d'abord sur le thème de la foi et des œuvres, et sur la relation entre Moïse et Jésus, un thème caractéristique de la source du IIe siècle, qui est exprimé avec moins de force dans les Récognitions – IV, 5. Nouveau discours de Pierre sur l'histoire de l'Humanité, cette fois aux païens (alors que le discours de Césarée collait davantage au texte biblique) : l'accent porte ici sur l'origine du Mal dans le monde, à côté du thème du Vrai Prophète (complètement omis dans le passage correspondant des Récognitions, où Adam n'est guère plus que la figure du Christ). Conformément à d'anciennes traditions juives apocryphes que l'on trouve notamment dans I Hénoch et le Livre des Jubilés, des anges corrompus sont venus sur terre pour s'unir à des femmes, ce qui donna naissance aux Géants dont parle Gn 6. 4. Les démons sont ce qu'il en reste aujourd'hui, après le Déluge, quand leur apparence corporelle fut noyée dans les eaux. Les païens et certains juifs se prosternent devant eux – Homélies VIII, 17-22. Le discours, qui perd beaucoup de son originalité dans Récognitions IV, se termine, dans les deux ouvrages, par une exhortation au baptême.
La polémique anti-marcionite n'est pas évoquée directement, pour autant qu'on puisse le savoir, mais sans doute indirectement puisque, pour les marcionites, il n'y a rien de vrai dans l'Ancien Testament ou le judaïsme.

### Second discours à Tripoli
La substance du second discours à Tripoli, le lendemain – dans les Homélies –, se retrouve dans la première instruction à Tripoli dans les Récognitions. Il s'agit de nouveau du thème du Mal, autour du Déluge et du culte des faux dieux / démons.

### Troisième discours à Tripoli
Le troisième jour, dans les Homélies, correspond grosso modo au second discours dans les Récognitions. Il y est de nouveau question du Vrai Prophète, du rejet des idoles, de l'unicité de Dieu. Pierre opère des guérisons et s'entretient aussi avec ses familiers.

### Quatrième discours à Tripoli
Suite de la veille. Le quatrième discours dans les Homélies correspond grosso modo au troisième dans les Récognitions. Après trois mois passés à Tripoli, Clément reçoit le baptême, et Pierre, avant de partir pour Antioche, organise l'Église de Tripoli.

### Les « reconnaissances »
Pierre n'atteindra pas Antioche dans les Homélies, et probablement l'Écrit de base. Il fait une brève étape à Orthasia, puis se rend, avec ses disciples, à Antarade (aujourd'hui Tartous en Syrie), où Clément raconte la disparition de ses parents et de ses deux frères jumeaux, alors qu'il était encore enfant. Grâce à l'intervention « providentielle » de Pierre, il les retrouve dans cette ville et, à l'étape suivante, Laodicée. C'est l'occasion pour Pierre de développer une théorie sur l'horoscope, qui figure dans les deux ouvrages et paraît remonter à l'Écrit de base. Dans les Récognitions, toutefois, cette théorie est abrégée et introduit le discours contre les mythes grecs qui se trouvaient plus haut dans les Homélies et l'Écrit de base. On trouve aussi dans les Récognitions de longs développements philosophiques sur le thème du libre arbitre.

### Les discussions de Laodicée
Alors que les Récognitions se concluent sur diverses péripéties de Simon, Clément et Pierre à Antioche, où l'apôtre installe la vraie foi dans la capitale de la province et finit par triompher de son concurrent Simon, les Homélies, puisant vraisemblablement à l'Écrit de base, relancent le débat de haut vol avec Simon, alias peut-être Marcion, à Laodicée. C'est ici que se rencontrent certains thèmes fort intéressants, que l'auteur des Récognitions semble avoir laissés de côté parce que, conformément à la discipline de l'arcane, il tient à garder cachées certaines vérités « qui veulent être honorées par le silence ».

## Données propres auxHomélies

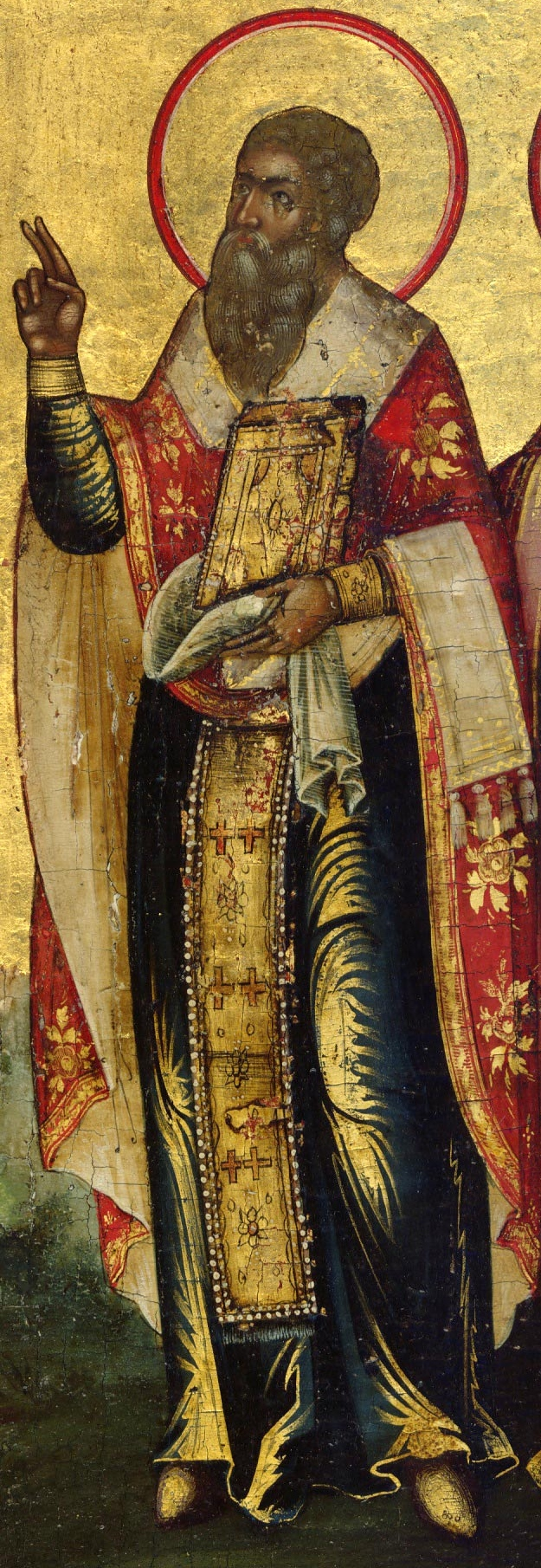
Jacques le Juste. 1809. Icône orthodoxe anonyme.

Les deux manuscrits grecs qui ont transmis l'ouvrage le font précéder de trois liminaires :
- la « Lettre de Pierre à Jacques », censée accompagner l'envoi du « Livre des prédications » – c'est-à-dire les Homélies –, recommande à Jacques, chef de la communauté chrétienne à Jérusalem – d'après les Actes des Apôtres –, de ne pas communiquer l'ouvrage à n'importe qui, car il contient un enseignement ésotérique ;
- l'« Engagement solennel destiné à ceux qui reçoivent le livre » se présente comme un écrit de Jacques, contenant des prescriptions complémentaires aux anciens (les « presbytres ») de Jérusalem, au sujet de la « Lettre de Pierre » qu'il vient de leur lire ;
- la « Lettre de Clément à Jacques » traite de l'ordination de Clément par Pierre, en tant que son successeur sur la chaire de l'Église de Rome. Cette lettre se trouvait aussi en tête des Récognitions grecques au moment où Rufin les traduisit en latin, ce qui explique sa très large diffusion en Occident latin. Elle a été écrite par l'auteur des Homélies après l'ouvrage lui-même, précédée des deux autres liminaires, puisque la « Lettre de Clément » fait allusion à la « Lettre de Pierre »[21].

Ces documents, malgré la mention des « Kérygmes de Pierre », dont on a cru pouvoir retrouver la trace ailleurs chez les Pères de l'Église[réf. nécessaire], ne paraissent pas remonter plus haut que l'auteur des Homélies. Les remarques qui suivent se limitent aux aspects les plus caractéristiques, qui peuvent remonter à sa source du IIIe siècle.

### La « règle de la syzygie » et l'anti-paulinisme
Étymologiquement, le mot « syzygie » (grec « suzugos ») veut dire « couple », « paire ». On trouve cette « règle » (« kanôn ») principalement dans Homélies II, 15-18 et 33-34 (aussi III, 22-28), les Récognitions (III, 55-61) en présentant une version édulcorée. « Dieu a divisé tous les extrêmes en couples opposés. (II, 15) »  Mais, « tandis que ce sont les premières œuvres de Dieu qui sont supérieures et les secondes qui sont inférieures, chez les hommes c'est le contraire que nous constatons : les premières choses sont inférieures, les secondes supérieures (II, 16) ». Sont cités : les couples Caïn et Abel, la colombe et le corbeau (en Gn 8), Ismaël et Isaac, Esaü et Jacob, Aaron et Moïse, Jean le Baptiste et Jésus, et… Simon et Pierre. Il y avait donc d'abord l'hérésie (de Simon, alias « Paul »), puis la vérité (de Pierre, alias l'Église judéo-chrétienne), ce qui explique les déplacements de Pierre sur la côte syrienne, arrivant toujours après Simon dans une ville pour lui annoncer le véritable enseignement.
L'idée que Paul se cache en définitive derrière Simon – qui, par ailleurs, comme on l'a vu dans l'Écrit de base, est un prête-nom pour Marcion – provient de l'anti-paulinisme qui est caractéristique du judéo-christianisme en général et de la source du IIe siècle reprise dans Récognitions I, 27(33)-71 en particulier. Ceci indique une continuité certaine entre la source judéo-chrétienne du IIe siècle et l'Écrit de base. Toutefois, la « règle de la syzygie », qui s'applique par ailleurs aux rapports entre la femme et l'homme, a aussi une dimension gnostique.

### La théorie des « fausses péricopes »
Un autre aspect de la « règle de l'appariement » est l'opposition de la non-Loi et de la Loi (nomos, en grec). Le Vrai Prophète est là pour inculquer la Loi, une loi éternelle qui prend corps dans la Loi de Moïse, mais sous une forme orale, confiée à certains pharisiens et scribes, alors que d'autres, trop attachés à la lettre, sont des hypocrites. Et c'est la même Loi que rappelle Jésus. Il y a donc des falsifications dans la forme écrite de la Loi, chaque fois que la notion abstraite de Dieu, son impassibilité, est en cause. C'est le cas dans des textes de la Genèse comme Gn 3. 22, Gn 6. 6, Gn 18. 21 ou Gn 22. 1, où il est intéressant de voir que la tradition rabbinique, dans les targums notamment, a également achoppé. L'argumentation met aussi en évidence les contradictions de certains écrits prophétiques entre eux, et elle s'oppose en particulier aux rois d'Israël. Plus significatif encore, le culte sacrificiel et le Temple lui-même sont rejetés en bloc, comme émanant de la fausse prophétie.
Cette théorie des fausses péricopes, liée à celle du Vrai Prophète, a probablement une origine elkasaïte. Elle est complètement absente, jusqu'à preuve du contraire, dans les Récognitions, si ce n'est qu'on y trouve également une polémique contre le Temple dans la source judéo-chrétienne du IIe siècle – Récognitions I, 35-37. Mais il existe une nuance par rapport à la doctrine des Homélies – qu'on trouve par exemple dans II, 43-44 et III, 24-27 – : pour le document du IIe siècle, les sacrifices ont été institués par Dieu comme disposition provisoire, destinée à être abolie par le prophète dont Moïse lui-même annonçait la venue et qui institua, à la place des sacrifices, le baptême – Récognitions I, 39. Le Temple et les sacrifices n'étaient donc pas en eux-mêmes mauvais, alors que les elkasaïtes rejettent sans nuance la liturgie du Temple.
Bien qu'elle soit omise dans les Récognitions, il est difficile d'attribuer la doctrine des fausses péricopes à l'auteur des Homélies, car elle est liée à celle de la vraie prophétie, dont on trouve des traces dans les Récognitions. L'auteur rationaliste des Récognitions avait d'ailleurs toutes les raisons de ne pas mentionner cette théorie, qui heurte le sens commun et abandonne trop de choses à la critique marcionite de la Bible.

## Données propres auxRécognitions
Les dix livres composant cet ouvrage sont d'un auteur qui écrit probablement vers le milieu du IVe siècle, et qui cherche à la fois à expurger l'Écrit de base de certaines conceptions trop « judéo-chrétiennes », telles que l'interprétation d'Adam comme premier vrai prophète ou la tradition orale supérieure à la tradition écrite de la Loi mosaïque. D'un autre côté, dans un passage que certains considèrent en bloc comme une interpolation, il a une conception de la relation de Jésus, le « Seigneur », à Dieu, son Père inengendré, qui le range clairement dans le camp des homéousiens, voire, comme on le dit parfois, des eunomiens.
L'intérêt premier de l'auteur tient à sa dialectique entre la connaissance philosophique et la connaissance prophétique, le Vrai Prophète, clairement identifié au Christ et à lui seul, apportant la révélation nécessaire pour assumer, contre la fatalité astrologique, notre libre arbitre et procéder aux bonnes œuvres. Il ne reste plus grand chose, dans ce contexte, des préoccupations de l'auteur de l'Écrit de base ou de celui des Homélies ; c'est pourtant à lui que l'on doit d'avoir conservé un chapitre d'une source résolument judéo-chrétienne, en Récognitions I, 27(33)-71.

### Un écrit judéo-chrétien duIIesiècle:RécognitionsI, 27(33)-71
Épiphane de Salamine parle d'un écrit ébionite qu'il appelle Άναϐαθμοὶ Ἰακώβου (les Montées de Jacques), et qu'il résume en disant qu'il traitait des montées de Jacques au Temple et de ses exposés « contre » la liturgie sacrificielle, ainsi que d'accusations contre saint Paul. Cela correspond grosso modo au contenu de la section isolée – par Strecker et la plupart des chercheurs à sa suite – de Récognitions I, 33-71, bien qu'on ait pu faire valoir des différences de détail.

#### Ch. 27-32
Résumé de l'histoire, « de la Création à Abraham », en vingt et une générations. On discute de l'appartenance de cette partie à la source ébionite. Jones est le seul à apporter une argumentation solide en faveur de l'appartenance de ces paragraphes à la source ébionite.

#### Ch. 33-43
Résumé de l'histoire, « d'Abraham aux premières années de l'Église », avec une partie vétérotestamentaire (§ 33-38) et une partie néotestamentaire (§ 39-43).

#### Ch. 44-65
Discussion entre les douze apôtres et les « sectes juives » (sadducéens, samaritains, scribes et pharisiens, disciples de Jean le Baptiste). La partie qui va du ch. 44, § 3 au ch. 53, § 4 est un dialogue entre Pierre et Clément, que l'on s'accorde à considérer comme une interpolation par l'auteur de l'Écrit de base.

#### Ch. 66-71
« Jacques » occupe ici la place centrale. Il arrive au Temple pour débattre avec les autorités juives. Gamaliel est un crypto-chrétien – motif qui vient des Actes des Apôtres –, l'« homme ennemi », qui est certainement Paul, arrive pour précipiter Jacques du haut des degrés du sanctuaire, chute dont il réchappe de justesse. Le ch. 72 revient au thème de la dispute entre Pierre et Simon le Magicien.

## Aperçu sur l'histoire de la recherche

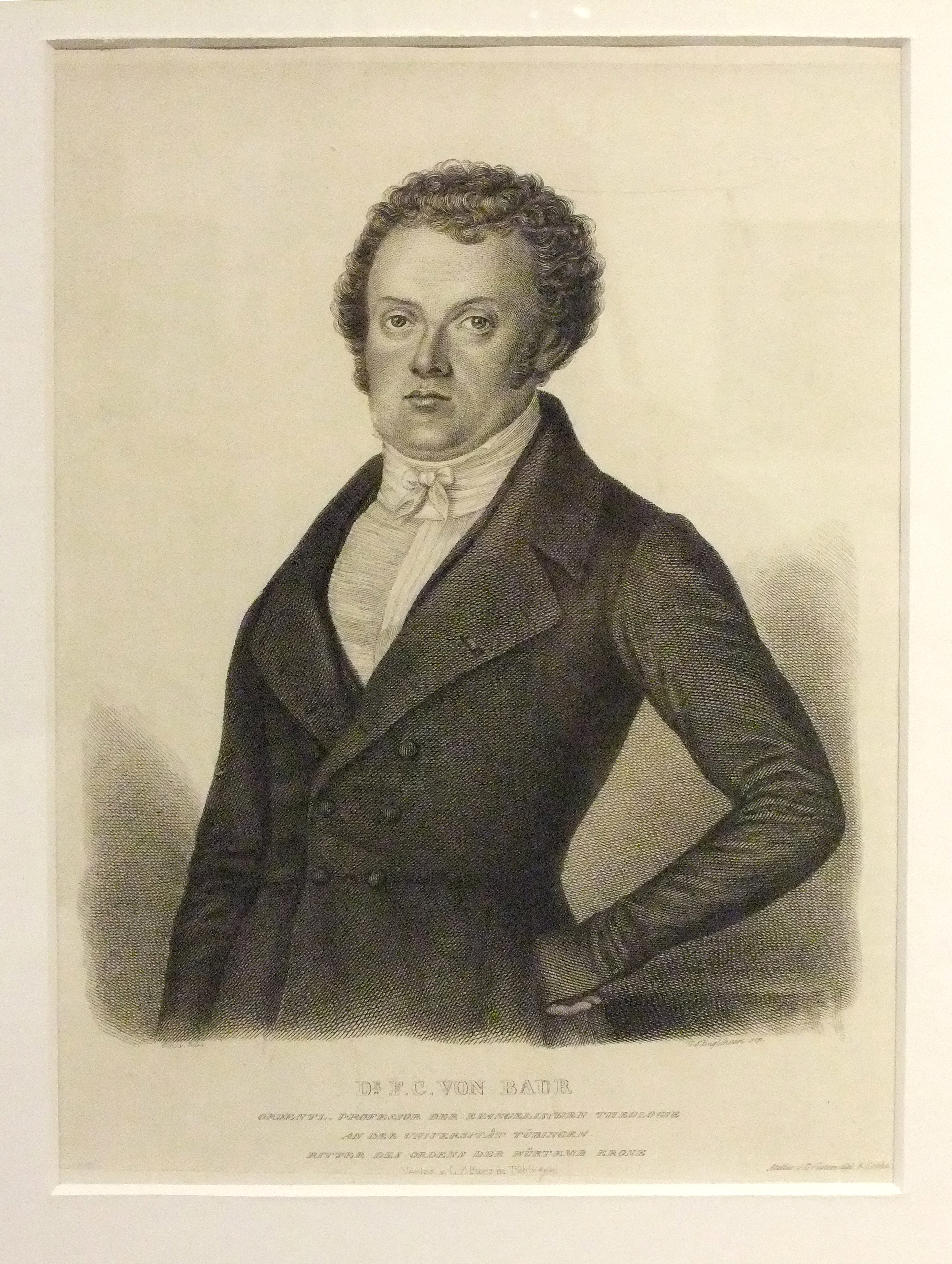
Gravure représentant le théologien protestant Ferdinand Christian Baur (1792-1860). Années 1830.

Cet aperçu suit une présentation très claire de J.D. Kaestli. 
Ferdinand Christian Baur, au point de départ de la recherche sur le judéo-christianisme, a contribué à mettre au centre de la question l'étude des pseudo-clémentines.
Si l'on ne remet pas en cause l'existence de l'Écrit de base, la possibilité de remonter plus haut, à une ou plusieurs sources écrites encore plus anciennes, est rejetée par certains, à la suite de B. Rehm (de), à qui l'on doit l'édition de référence de la littérature pseudo-clémentine : Die Pseudoklementinen, I. Homilien et Die Pseudoklementinen, II. Rekognitionen in Rufins Ubersetzung. Dans un article de 1938, il parle tout au plus d'interpolations ébionites dans l'Écrit de base, qui expliqueraient son anti-paulinisme.
La thèse de Rehm (de) était dirigée contre H. Waitz (de), qui pensait pouvoir isoler dans l'Écrit de base, un écrit qu'il appelait, d'après une allusion de Récognitions III, 75, les « Kérygmes de Pierre ». Cette thèse a été reprise et développée par un autre chercheur allemand, G. Strecker (de), à qui l'on doit par ailleurs d'avoir identifié une autre source écrite qu'aurait utilisée l'auteur de l'Écrit de base, dans Récognitions I, 27-71. La thèse de Waitz et Strecker concernant les « Kérygmes de Pierre » a eu une grande influence jusqu'à une époque relativement récente, au point qu'il était habituel, dans les listes d'apocryphes du Nouveau Testament, de faire figurer ce document, d'après diverses reconstitutions savantes qui ont été proposées. Hans-Joachim Schoeps est probablement l'auteur qui est allé le plus loin dans l'autorité qu'il accorde à ce document hypothétique, comme si la théologie ébionite avait été la pensée commune du christianisme à une époque et dans une région donnée – en gros, la Syrie du IIe siècle.
On en revient aujourd'hui, à la suite de travaux parus spécialement sur cette source, appelée parfois les Montées de Jacques, à une vision plus pondérée du travail de l'auteur de l'Écrit de base, qui se serait contenté de transmettre ce document « ébionite » sans en partager toutes les options doctrinales, encore qu'il se range avec lui sous la bannière de l'anti-paulinisme – ce qui n'était sans doute plus le cas de l'auteur des Récognitions.

### Traductions
- « Le Roman pseudo-clémentin » (trad. Alain Le Boulluec), dans Écrits apocryphes chrétiens, t. II, Paris, Gallimard, coll. « La Pléiade », 2005.

### Études
- Bernard Pouderon, La Genèse du roman pseudo-clémentin : études littéraires et historiques, Peeters, 2012
- (en) J.L. Martyn, « Clementine Recognitions 1, 33-71, Jewish Christianity, and the Fourth Gospel », dans God's Christ and His People (mélanges N.A. Dahl), Oslo et Tromsö, 1977, p. 265-295. – Repris dans The Gospel of John in Christian History, New York et Toronto, 1978, p. 55-89.
- (de) A. Stötzel, « Die Darstellung der ältesten Kirchengeschichte nach den Pseudo-Clementinen », dans Vigiliæ Christianæ, 36, 1982, p. 24-37.
- (de) G. Lüdemann, Paulus der Heidenapostel. II. Antipaulinismus in frühen Christentum, Göttingen, 1983, p. 228-248. – Il existe une traduction anglaise de cet ouvrage.
- (en) R.E. Van Voorst, The Ascents of James. History and Theology of a Jewish-Christian Community, Atlanta, SBL, coll. « Diss. Ser., 112 », 1989.
- (en) F.S. Jones, An Ancient Jewish Christian Source on the History of Christianity. Pseudo-Clementine Recognitions 1.27-71, Atlanta, SBL, coll. « Text and Translations, 37 », 1995.
- (fr) CIRILLO Luigi (éditeur scientifique) & SCHNEIDER André (traducteur): les "reconnaissances" du Pseudo-Clément: roman chrétien des premiers siècles. BREPOLS, 1999 (652 pages)
- J. Bourgel, «  Reconnaissances 1.27–71, ou la réponse d'un groupe judéo-chrétien de Judée au désastre du soulèvement de Bar-Kokhba », New Testament Studies 61 (2015), pp. 30-49.